# Antonio De Bellis (calciatore)
Antonio De Bellis, detto Tonino (Taranto, 2 febbraio 1937), è un ex calciatore e allenatore di calcio italiano, di ruolo difensore.

## Biografia
È nato e cresciuto a Taranto. Iniziò a giocare a calcio per strada, fu scoperto da un prete dell’Istituto Salesiano e a 17 anni fu tesserato dal Taranto.

### Caratteristiche Tecniche
Era un terzino abile nell'elevazione.

## Carriera

### Giocatore
Inizia la carriera nel Taranto, la squadra della sua città natale, con cui gioca 43 partite di campionato nel biennio 1955-1957 in Serie B.
Nel 1957, a 20 anni, passa, per volontà di Totò Vilardo, al neoretrocesso Palermo, rimanendo sempre tra i cadetti, per 25 milioni di lire.
Debutta con i rosanero già alla prima giornata del campionato 1957-1958, il 15 settembre, nella gara vittoriosa, tra le mura amiche, contro la Triestina. 
Un paio di anni dopo arriverà anche l'esordio in Serie A, nel 1959-1960, precisamente il 20 settembre in Bari-Palermo (1-0).
Ha giocato per undici stagioni nel capoluogo siciliano, inframezzate da un periodo di tre anni nel Venezia: il suo trasferimento ai lagunari, allora, fu determinato da ragioni pratiche, legate al servizio militare. I calciatori prestavano servizio presso la Compagnia di atleti a Bologna e per allenarsi con la squadra di appartenenza dovevano chiedere regolare permesso.
In carriera segnò solo un gol, nella partita di Coppa Italia 1964-1965 vinta in rimonta dal Palermo 4-3 sul Catanzaro. È stato uno dei giocatori preferiti dal tecnico Carmelo Di Bella.
L’ultima partita con i siciliani è datata 21 febbraio 1971, giorno in cui il Palermo pareggia in casa con il Brescia, entrambe neoretrocesse dalla A.
È al terzo posto nella classifica dei calciatori più presenti in maglia rosanero, complessivamente con 280 partite ufficiali all'attivo: 211 in Serie B, 47 in Serie A, 17 in Coppa Italia e 5 nelle Coppe Europee.

### Allenatore
Ha allenato per la prima volta il Palermo nella stagione 1975-1976, subentrando a Benigno De Grandi alla 10ª giornata. Proveniente dal settore giovanile, porta il club dagli ultimi posti della Serie B alla disputa di un girone di ritorno di alto livello, a 7 punti dalla zona promozione per la Serie A. Al termine dell'annata regolare, decide di dimettersi a causa di contrasti con alcuni giocatori, ma ritorna sulla panchina rosanero per la stagione seguente, venendo poi esonerato dopo la 29ª giornata.
A distanza di due anni, scende di categoria in Serie C2 per allenare il Messina, nel 1979-1980, sostituendo Paolo Ferrario alla tredicesima giornata e venendo di nuovo sollevato dall'incarico alla trentesima di giornata.
Ritorna quindi a Palermo, dove si susseguono per lui nuove esperienze in società: prima è responsabile del settore giovanile rosanero, per poi divenire allenatore nel 1983-1984 (nel frattempo, sino al 1983, la formazione primavera era stata allenata da Zdeněk Zeman). In seguito, nella stagione 1984-1985, va a ricoprire il ruolo di vice per Domenico Rosati, che inoltre sostituisce in occasione della partita, poi vinta a tavolino, disputata contro la Nocerina. Resta tecnico in seconda anche l'anno seguente (1985/1986). Tuttavia nella stagione successiva la società dovrà rinunciare all'iscrizione e fallire tristemente nel settembre 1986.
De Bellis tornerà da allenatore in seconda nel Palermo nel triennio 1988-1991. L'estate seguente ritorna ad allenare nelle giovanili del Palermo (1991-1992).
Nella stagione 1995-1996 in Serie B, è chiamato per affiancare Ignazio Arcoleo, che ancora non aveva il patentino per allenare in cadetteria. L’annata a venire, una volta che Arcoleo ottenne il patentino per allenare in B, ne divenne suo allenatore in seconda, ma questi fu poi esonerato nell'aprile del 1997 dopo la sconfitta con il Cesena e sostituito da Giampiero Vitali: De Bellis fu dunque vice anche del tecnico milanese, ma questo avvicendamento in panchina è stato l'estremo tentativo di cambiare l'inerzia del torneo che, nei fatti, si è trattato di un cambio che non ha giovato per evitare l'epilogo della retrocessione, con il penultimo posto finale.
Alla fine si ritira e, sempre nel 1997, apre una scuola calcio a Palermo, assieme all'ex giocatore Alvaro Biagini.

## Statistiche

### Statistiche da allenatore
| Stagione            | Squadra         | Campionato      | Campionato | Campionato | Campionato | Campionato | Coppe nazionali | Coppe nazionali | Coppe nazionali | Coppe nazionali | Coppe nazionali | Coppe continentali | Coppe continentali | Coppe continentali | Coppe continentali | Coppe continentali | Altre coppe | Altre coppe | Altre coppe | Altre coppe | Altre coppe | Totale | Totale | Totale | Totale | Vittorie % |
| Stagione            | Squadra         | Comp            | G          | V          | N          | P          | Comp            | G               | V               | N               | P               | Comp               | G                  | V                  | N                  | P                  | Comp        | G           | V           | N           | P           | G      | V      | N      | P      | %          |
| ------------------- | --------------- | --------------- | ---------- | ---------- | ---------- | ---------- | --------------- | --------------- | --------------- | --------------- | --------------- | ------------------ | ------------------ | ------------------ | ------------------ | ------------------ | ----------- | ----------- | ----------- | ----------- | ----------- | ------ | ------ | ------ | ------ | ---------- |
| nov. 1975-1976      | Palermo         | B               | 29         | 9          | 14         | 6          | CI              | 0               | 0               | 0               | 0               | -                  | -                  | -                  | -                  | -                  | -           | -           | -           | -           | -           | 29     | 9      | 14     | 6      | 31,03      |
| 1976-apr. 1977      | Palermo         | B               | 29         | 7          | 11         | 11         | CI              | 4               | 0               | 3               | 1               | -                  | -                  | -                  | -                  | -                  | -           | -           | -           | -           | -           | 33     | 7      | 14     | 12     | 21,21      |
| dic. 1979-mag. 1980 | Messina         | C2              | 18         | 7          | 4          | 7          | CI-S            | 0               | 0               | 0               | 0               | -                  | -                  | -                  | -                  | -                  | -           | -           | -           | -           | -           | 18     | 7      | 4      | 7      | 38,89      |
| 1995-1996           | Palermo         | B               | 38         | 12         | 16         | 10         | CI              | 5               | 3               | 0               | 2               | -                  | -                  | -                  | -                  | -                  | -           | -           | -           | -           | -           | 43     | 15     | 16     | 12     | 34,88      |
| Totale Palermo      | Totale Palermo  | Totale Palermo  | 96         | 28         | 41         | 27         |                 | 9               | 3               | 3               | 3               |                    | -                  | -                  | -                  | -                  |             | -           | -           | -           | -           | 105    | 31     | 44     | 30     | 29,52      |
| Totale carriera     | Totale carriera | Totale carriera | 114        | 35         | 45         | 34         |                 | 9               | 3               | 3               | 3               |                    | -                  | -                  | -                  | -                  |             | -           | -           | -           | -           | 123    | 38     | 48     | 37     | 30,89      |

## Palmarès

### Giocatore
- Campionato italiano di Serie B: 1

Palermo: 1967-1968